# Gävskäret och Hamnskäret
Gävskäret och Hamnskäret är en ö i Finland. Den ligger i Bottenhavet och i kommunen Närpes i den ekonomiska regionen  Sydösterbotten i landskapet Österbotten, i den västra delen av landet. Ön ligger omkring 90 kilometer söder om Vasa och omkring 310 kilometer nordväst om Helsingfors.
Öns area är 59 hektar och dess största längd är 2,3 kilometer i nord-sydlig riktning.
Hamnskäret är den södra delen av ön som sitter ihop med det större Gävskäret genom ett näs som kallas ”Halsen”. Hamnskäret tillhör samma naturreservat som de intilliggande öarna Grisselstenarna, Buskgrund, Högkobban, Långradden, Skötgrund med flera. Gävskäret ligger utanför naturreservatet.
Öster om ön ligger Storön som är en del av fastlandet och i väster är havet öppet mot Bottenhavet.